# Archives d'État de Rhénanie-du-Nord-Westphalie Département de Westphalie

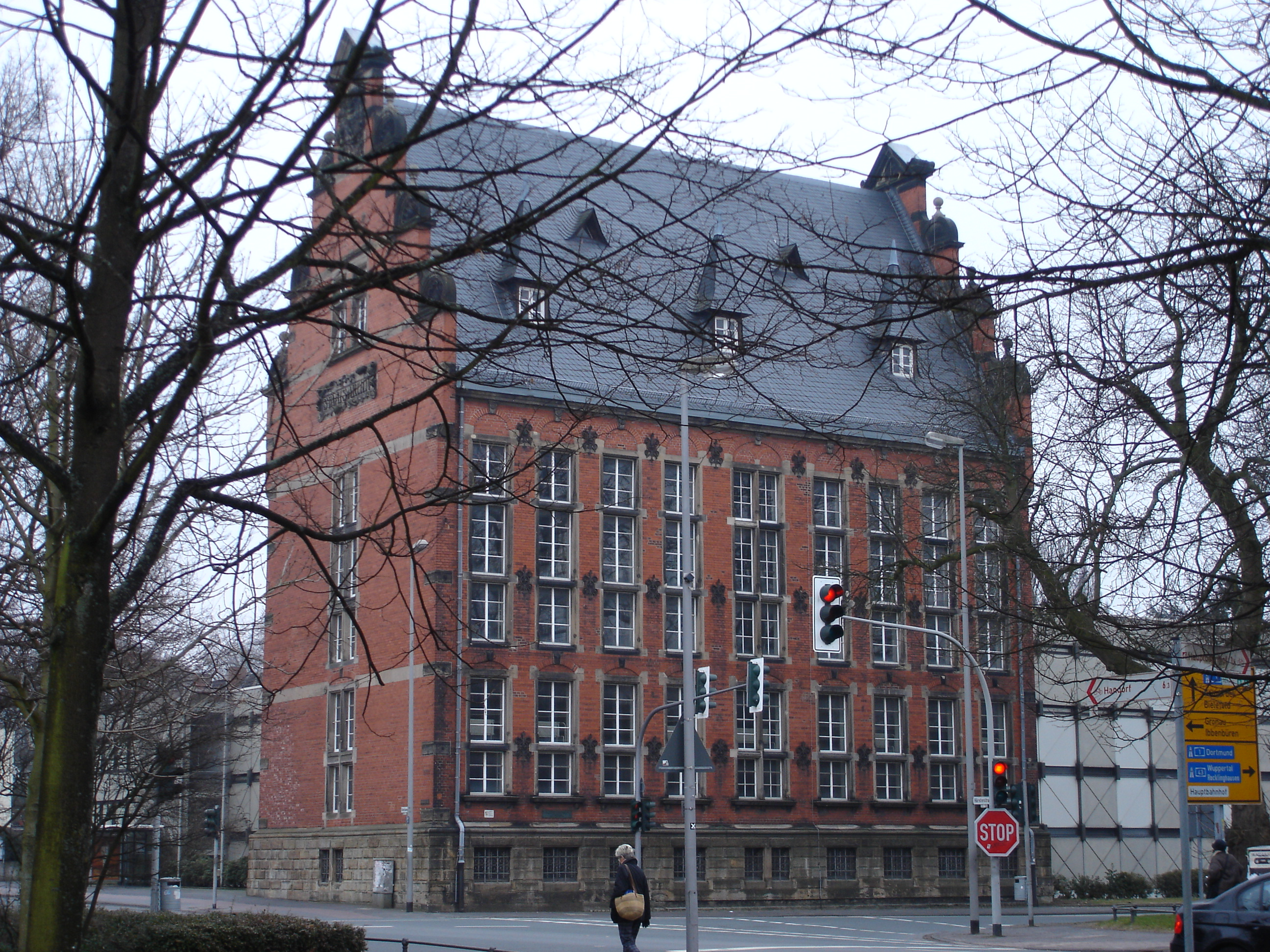
Le magasin des "Archives d'État" de 1889.

Les Archives d'État de Rhénanie-du-Nord-Westphalie Département de Westphalie, jusqu'en 2008 Archives d'État de Münster, est le département des Archives d'État de Rhénanie-du-Nord-Westphalie situé dans la ville westphalienne de Münster. Il est situé dans le bâtiment classé de Bohlweg, construit entre 1885 et 1889 par Karl Friedrich Endell (de) dans le style de la Néo-Renaissance néerlandaise, à proximité immédiate de la promenade (de).

## Histoire

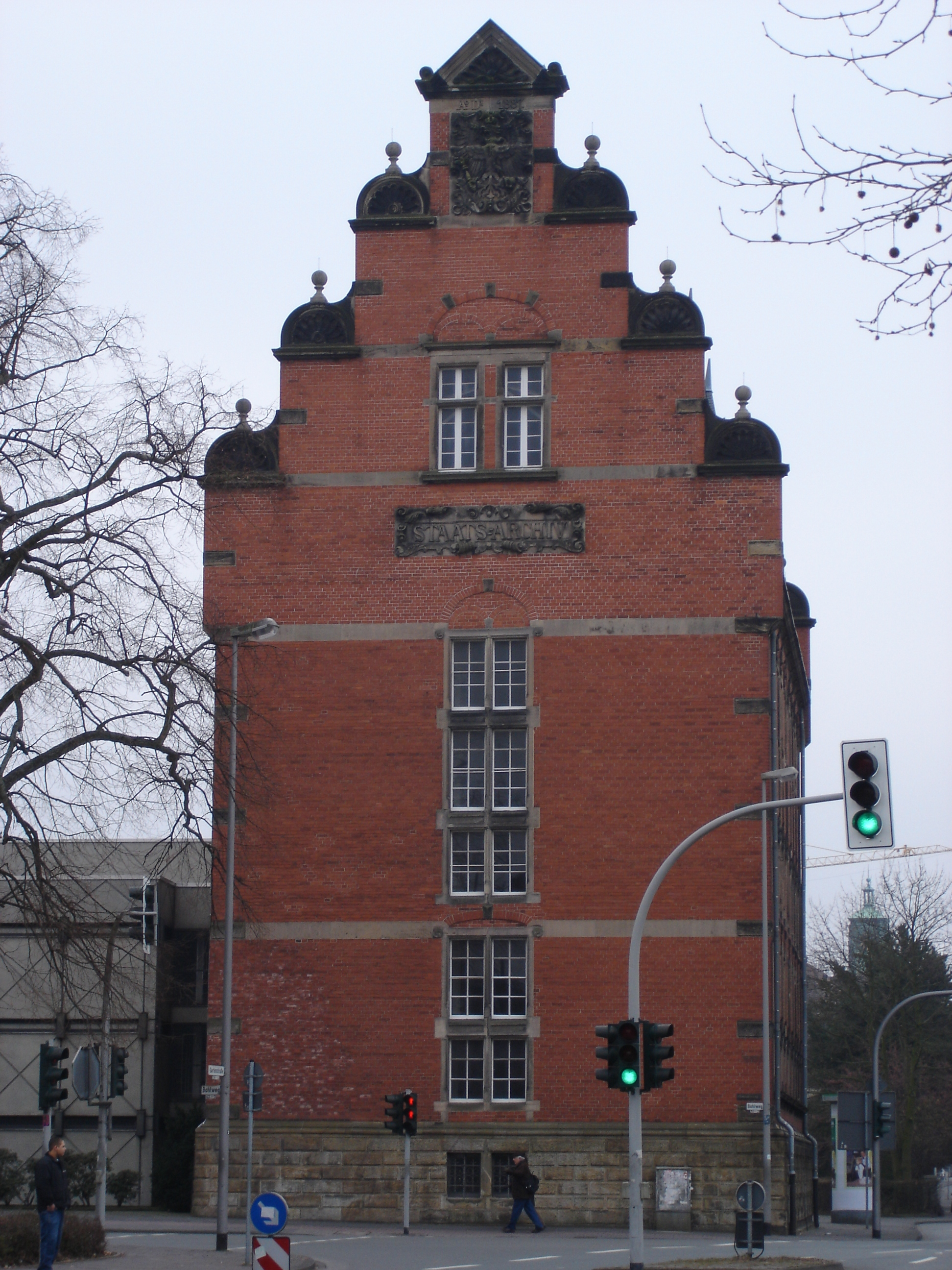
Le côté nord du magasin

L'histoire des Archives d'État à Münster remonte à 1821, lorsque la province prussienne de Westphalie décide de créer cinq dépôts d'archives régionaux. L'objectif initial est de conserver les fonds des territoires dissous pendant la période d'occupation française sous Napoléon Bonaparte entre 1803 et 1814 et des monastères sécularisés. En 1829, le dépôt d'archives de Münster est transformé en archives provinciales. Les archives de Münster, qui conservent jusqu'alors principalement les fonds de l'ancienne principauté épiscopale et de la ville de Münster, doivent désormais également accueillir les fonds des quatre autres dépôts d'archives régionaux. Cette centralisation des archives doit se prolonger jusqu'en 1852. Heinrich August Erhard (de), qui en est nommé directeur en 1831, joue un rôle déterminant dans la mise en place des archives.
En 1867, les archives sont renommés en "Archives royales d'État prussiennes à Münster", qui assument désormais la responsabilité des archives des districts d'Arnsberg, Minden et Münster. Comme les archives, réparties dans plusieurs locaux provisoires dans la ville de Münster, souffrent d'un manque de place, un nouveau bâtiment est construit sur le Bohlweg, à l'est de la ville, dans lequel elles peuvent s'installer en 1889. Ce bâtiment est le premier centre d'archives construit selon le système des magasins en royaume de Prusse et sert de modèle à d'autres centres d'archives dans les États allemands et à l'étranger.
Lors des raids aériens sur Münster (de) pendant la Seconde Guerre mondiale, le bâtiment administratif adjacent est certes détruit, mais le magasin reste pratiquement intact. Après la fin de la guerre, la dissolution de la province de Westphalie et la création de l'État de Rhénanie-du-Nord-Westphalie, les archives sont rebaptisées "Archives d'État de Rhénanie-du-Nord-Westphalie" en 1946. Lorsque l'année suivante, en 1947, l'État de Lippe (de) est rattaché à la Rhénanie-du-Nord-Westphalie et forme avec l'ancien district de Minden le nouveau district de Detmold, les archives de Münster ne sont plus compétentes que pour les districts d'Arnsberg et de Münster. En 1963, les dossiers concernant le district de Minden sont donc transférés à Detmold. Cela ne concerne toutefois que les dossiers postérieurs à 1816, les plus anciens étant restés à Münster.
Cependant, dès 1952, des problèmes de place se posent et des projets d'extension du magasin sont lancés. Les travaux durent plusieurs années et ne peuvent commencer qu'en 1972.
En 2004, soit 175 ans après la création des archives, les Archives d'État sont intégrées en tant que 5e département dans les nouvelles archives d'État de Rhénanie-du-Nord-Westphalie. Le 1er décembre 2008, elles sont rebaptisées du nom qu'elles portent aujourd'hui.

## Tâches
Les employés des archives d'État de Rhénanie-du-Nord-Westphalie conseillent les autorités publiques, les tribunaux et les institutions de Rhénanie-du-Nord-Westphalie dans la gestion et la sauvegarde de leurs documents. En outre, ils décident ce qui, parmi la grande quantité de documents qui y sont produits, doit être conservé durablement comme archives et prennent en charge ces documents dans les archives. En outre, les documents d'institutions non gouvernementales, par exemple de partis, d'associations et de personnes privées, sont collectés pour compléter les archives de l'État. La restauration et la conservation de documents d'archives et de biens culturels endommagés font également partie de leurs tâches.
Le département de Westphalie est responsable de la zone des districts d'Arnsberg et de Münster.

## Inventaires
Les fonds du département de Westphalie se répartissent en quatre groupes. Ils comprennent environ 100.000 documents à partir de l'année 813, 30 km de dossiers, 80.000 cartes et plans, 3.400 tableaux d'ascension, 2.000 manuscrits, 4.500 affiches ainsi que 2.000 images et photos.

### Territoires du Saint-Empire jusqu'en 1802/1803
Ce groupe contient des documents d'archives du duché de Westphalie avec le Vest Recklinghausen (de), de la principauté épiscopale de Münster, de la principauté épiscopale de Paderborn, de la principauté de Minden, du comté de Ravensberg, des principautés abbatiales de Corvey et Herford, de la principauté de Siegen et du comté de La Marck avec les monastères et couvents qui en font partie. On y trouve également des documents d'origine extra-westphalienne, par exemple des actes de la Chambre impériale.

### Autorités de la période transitoire 1802 à 1816
Dans le groupe des autorités de la période de transition de 1802 à 1816, on trouve des archives des pays prussiens et d'autres pays d'indemnisation (entre autres les principautés héréditaires de Münster et de Paderborn, le grand-duché de Hesse, le duché de Nassau), des fondations d'État napoléoniennes (grand-duché de Berg, royaume de Westphalie, Empire français) ainsi que leurs autorités de succession et de liquidation.

### Autorités et institutions d'État et d'autonomie après 1816
Ce groupe comprend les archives des administrations, dont l'administration intérieure, l'administration financière, l'administration économique, l'administration du travail, des affaires sociales et de la santé, l'administration des transports, l'administration des cultes et l'administration de la justice.

### Documents d'archives non gouvernementaux
Le quatrième groupe contient des archives non gouvernementales, c'est-à-dire des documents de partis et de groupements politiques, d'organisations, de fédérations et d'associations, d'entreprises commerciales, de maisons, de familles et de fermes nobles. Les fonds et les collections sont également classés dans cette catégorie.

## Utilisation
En principe, toute personne peut utiliser les archives d'État conformément aux dispositions de la loi sur les archives de Rhénanie-du-Nord-Westphalie. Cependant, il existe des délais d'embargo réglementés par la loi, notamment pour protéger les droits des personnes. Pour des raisons scientifiques, la plupart de ces délais peuvent être réduits sur demande.
Les utilisateurs peuvent effectuer des recherches sur Internet dans les aperçus des fonds, dans les catalogues des bibliothèques de service et, de plus en plus, dans les instruments de recherche. Les archives et les fonds de la bibliothèque de service peuvent être consultés dans la salle de lecture du département Westphalie, Bohlweg. Des microfilms ou des microfiches et des numérisations sont disponibles pour de nombreux documents, ce qui permet une utilisation en douceur.

## Bibliothèque
La bibliothèque du département de Westphalie comprend environ 180.000 volumes qui se rapportent principalement à l'histoire de la Westphalie et de la Rhénanie-du-Nord-Westphalie. Une vaste collection d'imprimés officiels est également disponible. Une particularité est la collection d'environ 45.000 programmes scolaires des XIXe et XXe siècles, provenant de toute la région linguistique allemande dans les frontières d'avant 1945.